# فرد موريس
فرد موريس (بالإنجليزية: Fred Morris)‏ (27 أغسطس 1893 المملكة المتحدة - 4 يوليو 1962 المملكة المتحدة) هو لاعب كرة قدم بريطاني.